# راون (لباس مبدل)
راون (به انگلیسی: Raven) (زاده ۸ آوریل ۱۹۷۹)با نام اصلیدیوید پتروشین (به انگلیسی: David Petruschin) زن‌پوش، شخصیت تلویزیونی آمریکایی است.